# مگالاپولیس شمال شرق
مگالاپولیس شمال شرق (انگلیسی: Northeast megalopolis) (همچنین کوریدور بوستون-واشینگتن) شهری‌شده‌ترین منطقه شهری ایالات متحده آمریکا است، که در اساس از شمال شرق به جنوب غرب از حومه بوستون، ماساچوست، تا حومه جنوبی واشینگتن، دی.سی. در شمال ویرجینیا امتداد دارد. این منطقه ابرشهری، شهرهای بزرگ بوستون، پراویدنس، هارتفورد، کنتیکت، نیویورک، فیلادلفیا، بالتیمور، و واشینگتن، دی.سی., را به همراه مناطق کلان‌شهری و حومه‌هایشان و مراکز شهری متعدد کوچکتر را در بر می‌گیرد.
مگالاپلیس شمالشرق بر روی نقشه تقریباً مشابه یک خط مستقیم است. این منطقه در سال ۲۰۰۰، ۴۹٫۶ میلیون نفر است که ۱۷ درصد از جمعیت آمریکا را بر کمتر از ۲ درصد مساحت در خود جای داده‌است.